# Tlenochlorek bohru
Tlenochlorek bohru, BhO
3Cl – nieorganiczny związek chemiczny zawierający bohr na VII stopniu utlenienia. Do 2010 r. był jedynym otrzymanym związkiem tego pierwiastka. Mimo że czas rozpadu 267Bh to około 16 sekund, Heinz Gaggeler ze współpracownikami z Uniwersytetu w Bernie zdołali zsyntetyzować BhO
3Cl wykorzystując zaledwie 6 otrzymanych atomów bohru. Obliczenia teoretyczne wskazują, że powinien być to dość trwały związek, stabilniejszy i mniej lotny niż analogiczne tlenochlorek technetu TcO
3Cl i tlenochlorek renu ReO
3Cl.